# Andreas Bourani
Andreas Bourani (nacido el 2 de noviembre de 1983 en Augsburgo; nombreAndreas Stiegelmair) es un cantante pop alemán.

## Carrera
Andreas Bourani nació en Augsburgo, hijo biológico de padres egipcios. Fue adoptado pocos días después de su nacimiento, junto a sus dos hermanas, por una familia alemana de la que tomó su apellido, Stiegelmair. Creció en Augsburgo. En su infancia fue monaguillo, pero posteriormente abandonó el catolicismo, y actualmente es budista.
Además de la escuela secundaria, asistió a la escuela de música Downtown Music Institute, donde recibió clases de canto.
En 2003 participó en el programa de nuevos talentos de la ZDF "La Voz Alemana 2003". Pero para evitar debates sobre su apellido alemán y su aspecto norteafricano, así como para preservar la intimidad de su familia adoptiva, tomó de nuevo su apellido de nacimiento, Bourani.
En diciembre de 2011, consiguió un Disco de Oro en Alemania con su canción Nur in meinem Kopf (solo en mi cabeza), con la que vendió más de 150.000 copias.
En junio de 2014, la ARD utilizó su canción Auf Uns (por nosotros) como música de cabecera para sus retransmisiones de la Copa Mundial de Fútbol de 2014 en Brasil.
Otra conocida canción suya es Auf anderen Wegen (diferentes caminos).

## Documentos
1. ↑  Interview mit Andreas Bourani.
2. ↑  Stern: "Ich hab ein Foto mit allen Spielern", 6.
3. ↑  http://www.goethe.de/ins/us/saf/prj/stg/mus/vid/en8089522.htm Goethe Institut
4. 1 2 3  Katrin Schwarze-Reiter, "Ich hatte extrem viel Glück", in: Magazin Schule Nr. 1, Februar/März 2015, S. 16.
5. ↑  http://www.noz.de/deutschland-welt/medien/artikel/579034/andreas-bourani-vom-oben-ohne-model-zum-wm-star-10-fakten
6. ↑  Interview mit Andreas Bourani, auf www.speektable.de, abgerufen am 12.
7. 1 2  Dylan Cem Akalin: Interview: Andreas Bourani geht auf Tour und kommt nach Bonn. jazzandrock.com, 27.
8. ↑  «Copia archivada». Archivado desde el original el 27 de octubre de 2015. Consultado el 25 de octubre de 2015.
9. ↑  Musik-Album „Die Deutsche Stimme 2003“ mit dem Lied „König für eine Nacht“ von Andreas Stiegelmair
10. ↑  Wiebke Brauer: Casting-Show im ZDF: Der Güte-Siegel. In: Spiegel Online, 19. September 2003.
11. ↑  Liste Schallplattenauszeichnungen
12. ↑  Andreas Bourani: „Auf uns“ wird WM-Song der ARD Archivado el 16 de julio de 2014 en Wayback Machine., Renzo Wellinger, Musikmarkt, 6.

- Esta obra contiene una traducción parcial derivada de «Andreas_Bourani» de Wikipedia en alemán, concretamente de esta versión del 26 de agosto de 2017, publicada por sus editores bajo la Licencia de documentación libre de GNU y la Licencia Creative Commons Atribución-CompartirIgual 4.0 Internacional.

- Datos: Q106071
- Multimedia: Andreas Bourani / Q106071